# Beast Over Hammersmith
A Beast Over Hammersmith a brit Iron Maiden 2002-ben megjelent koncertlemeze, melyet az EMI adott ki. A felvételek az 1982-es The Beast On The Road turnén készültek a londoni Hammersmith Odeon-ban, március 20-án. A felvétel Steve Harris és Doug Hall produceri munkájával az Eddie's Archive címet kapott gyűjteményes kiadvány részeként jelent meg.
A koncert videó változata a The Early Days DVD-n vált hozzáférhetővé.

## Számlista
A dalokat Steve Harris írta, kivéve ahol jelölve van.

### CD 1
1. Murders in the Rue Morgue – 4:32
2. Wrathchild – 3:31
3. Run to the Hills – 4:19
4. Children of the Damned – 4:39
5. The Number of the Beast – 5:07
6. Another Life – 3:45
7. Killers (Paul Di'Anno, Harris) – 5:47
8. 22 Acacia Avenue (Adrian Smith, Harris) – 6:55
9. Total Eclipse (Dave Murray, Harris, Clive Burr) – 4:14

### CD 2
1. Transylvania – 5:50
2. The Prisoner (Smith, Harris) – 5:49
3. Hallowed Be Thy Name – 7:31
4. Phantom of the Opera – 6:53
5. Iron Maiden – 4:21
6. Sanctuary (Di'Anno, Murray, Harris) – 4:12
7. Drifter – 9:19
8. Running Free (Di'Anno, Harris) – 3:44
9. Prowler – 5:00

## Közreműködők
- Bruce Dickinson – ének
- Dave Murray – gitár
- Adrian Smith – gitár, vokál
- Steve Harris – basszusgitár, vokál
- Clive Burr † – dobok